# Landesjagdverband Sachsen-Anhalt
Der Landesjagdverband Sachsen-Anhalt e.V. ist ein gemeinnütziger Verband und freiwilliger Zusammenschluss. Er vertritt die Interessen der Jäger Sachsen-Anhalts. Der Verband ist Mitglied im Dachverband der Landesjagdverbände, dem Deutschen Jagdverband (DJV). Im LJV Sachsen-Anhalt organisieren sich 39 Jägerschaften. Die Jägerschaften untergliedern sich nochmals in Hegeringe, in denen die Jäger auf lokaler Ebene zusammengeschlossen sind. Insgesamt sind 8.934 der insgesamt 13.000 Jagdscheininhaber Sachsen-Anhalts Mitglied im LJV (Stand Jagdjahr 2023). Dieser Organisationsgrad liegt mit 69 % im bundesweiten Durchschnitt von rund 69 %.

## Aufgaben
Der Verband wirkt für den Schutz und die Erhaltung der freilebenden Tierwelt in ihren natürlichen Lebensräumen. Er wirkt für die Erhaltung und Gestaltung ihrer Lebensgrundlagen unter komplexer Beachtung ökologischer Erfordernisse und der Interessen des Naturschutzes,
der Landeskultur, des Umweltschutzes, des Tierschutzes sowie der Land- und Forstwirtschaft. Der Verband vertritt die Interessen seiner
Mitglieder gegenüber Dritten, insbesondere gegenüber der Landesregierung und den örtlichen staatlichen Organen, Institutionen und der Öffentlichkeit und leistet Rechtsbeistand entsprechend seinen Möglichkeiten.
Zu den vorrangigen Aufgaben des Verbandes gehören:
- die sachgerechte Hege und Regulierung gesunder Wildtierpopulationen
- die Fachliche Aus- und Weiterbildung der Verbandsmitglieder
- die Förderung des Jagdhundewesens
- die Pflege jagdlicher Traditionen und Bräuche als Bestandteil der Kultur
- die Öffentlichkeitsarbeit und die Zusammenarbeit mit der Jagdwissenschaft und mit Bewegungen, die für Umwelt- und Tierschutz eintreten.

## Gremien des Landesjagdverbandes
Die Verbandsorgane sind laut Satzung des LJV:
- Das Präsidium
- Das erweiterte Präsidium
- Die Landesdelegiertenkonferenz

Das Präsidium des LJV vertritt den Verband gegenüber der Landesregierung mit ihren Ministerien und Behörden der verschiedenen Ebenen. Es pflegt Kontakte mit den politischen Parteien, dem Landtag und seinen Abgeordneten und bringt überall dort, wo es wichtig und notwendig ist, z. B. bei der Erarbeitung oder Novellierung der das Jagdwesen betreffenden gesetzlichen Bestimmung und Verordnungen, die Interessen der Jäger des Landes ein.
Das erweiterte Präsidium besteht aus den Mitgliedern des Präsidiums und den Vorsitzenden der Jägerschaften. Es wird regelmäßig vom Präsidenten einberufen und muss in wichtigen Fragen des Verbandes gehört werden. Zu den Sitzungen werden auch die Obleute der ehrenamtlichen Ausschüsse des LJV als Berater eingeladen.
Als höchstes Gremium des LJV tritt einmal jährlich eine Landesdelegiertenversammlung zusammen. Sie fasst die grundsätzlichen Beschlüsse für die Verbandsarbeit, beschließt über Satzungsänderungen, nimmt die Berichte des Präsidiums entgegen und befindet über die Verwendung der finanziellen Mittel des Verbandes. Der LJV finanziert seine Verbandstätigkeit ausschließlich aus Eigenmitteln, die er in Form der jährlich entrichteten Mitgliedsbeiträge vereinnahmt.